# Iwamizawa Jinja

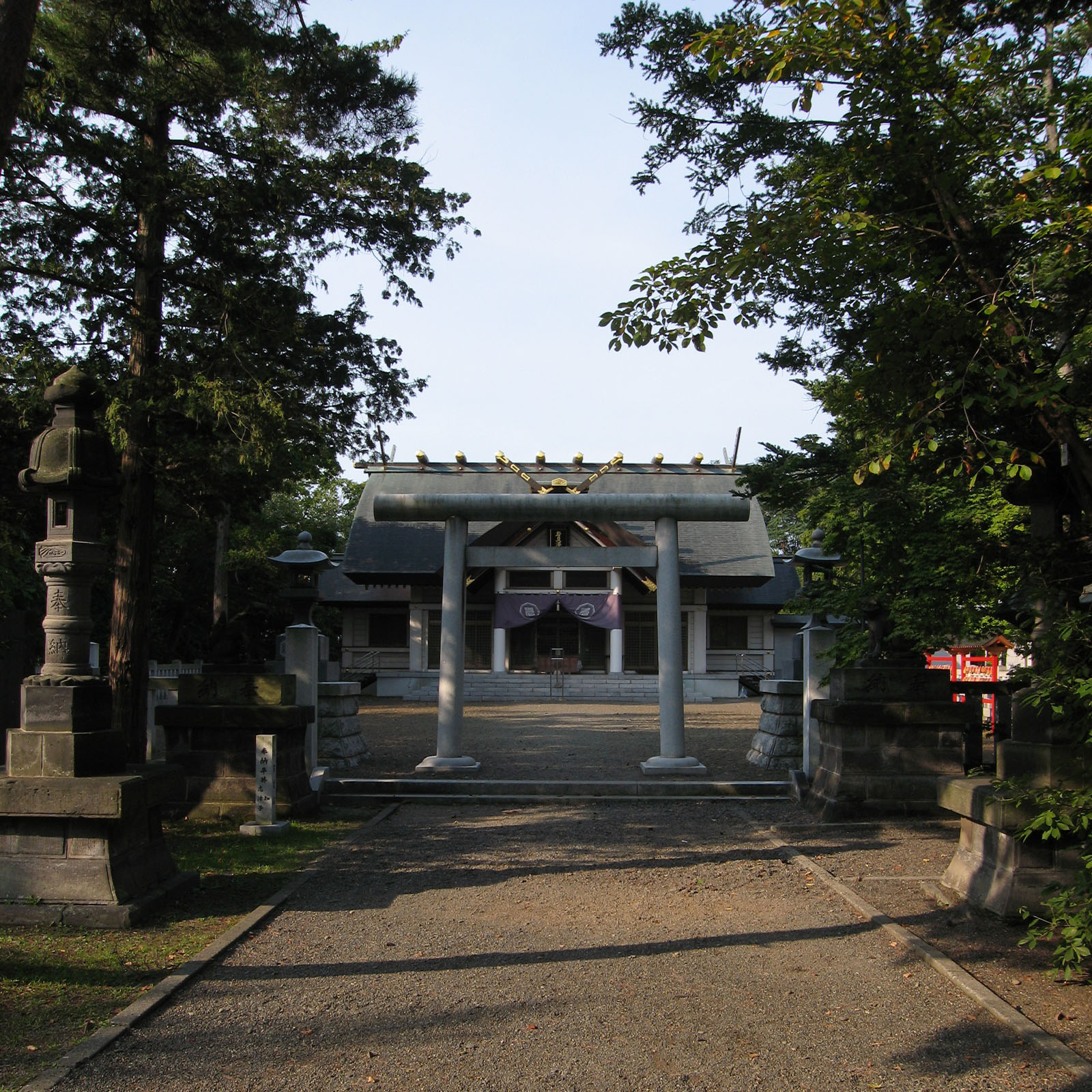
Le sanctuaire en septembre 2007.

L'Iwamizawa Jinja (岩見沢神社) est un sanctuaire shinto situé à Iwamizawa, Hokkaidō au Japon.
Ce sanctuaire fut construit durant l'ère Meiji selon le style architectural shinmei-zukuri,.